# Fase de repesca para la Copa Mundial de Rugby de 2011
El proceso de clasificación para la Copa Mundial de Rugby de 2011 finalizó con una repesca para decidir el vigésimo clasificado para la Copa Mundial de Rugby de 2011. 
Cuatro selecciones, los mejores no-clasificados de cada región, compitieron por la última plaza para la Copa Mundial de Rugby de 2011.

## Fase preliminar

### Preliminar 1
| 17 de julio de 2011 | Rumania | 56 - 13 | Túnez | Buzău, Rumania |  |

- Rumania clasifica a la final.

### Preliminar 2
| 17 de julio de 2010 | Uruguay | 44 - 7 | Marruecos | Montevideo, Uruguay |  |

- Uruguay clasifica a la final.

## Final
| 13 de noviembre de 2010 | Uruguay | 21 - 21 | Rumania | Montevideo, Uruguay |  |

| 27 de noviembre de 2010 | Rumania | 39 - 12 | Uruguay | Bucarest, Rumania |  |

- Rumania clasifica a la Copa Mundial de Rugby de 2011 por un marcador global de 60 a 33.

### Clasificados
| Bandera de Rumania        |
| Rumania                   |
| Clasificado a la RWC 2011 |